# Adrienne Bailon
Adrienne Eliza Bailon-Houghton, ogift Adrienne Bailon, född 24 oktober 1983 i New York, är en amerikansk skådespelare med puertoricansk mor och ecuadoriansk far. Hon har medverkat i Cheetah Girls-filmerna och är även med i tjejgruppen 3LW . Adrienne Houghton har också medverkat i Disney Channel-spelen 2007. Då var hon med i det röda laget och vann. Hon har även gästspelat i Systrar i jeans 2.
Bailon har sedan 2013 medverkat i dagsprogrammet The Real, tillsammans med Tamar Braxton, Loni Love, Jeannie Mai och Tamera Mowry, som hade premiär den 15 juli 2013.